# Гестерен (Оверейсел)
Гестерен (нід. Geesteren) — село в нідерландській провінції Оверейсел. Входить до муніципалітету Тюбберген.
Його площа становить 31,90 км², а населення станом на 2021 рік складало 4 325 осіб.
Перша згадка про населений пункт датується 1268 роком.

## Галерея

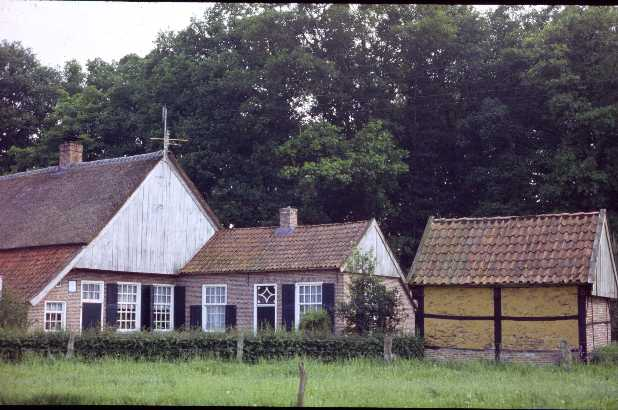
Будівлі ферми і стодоли
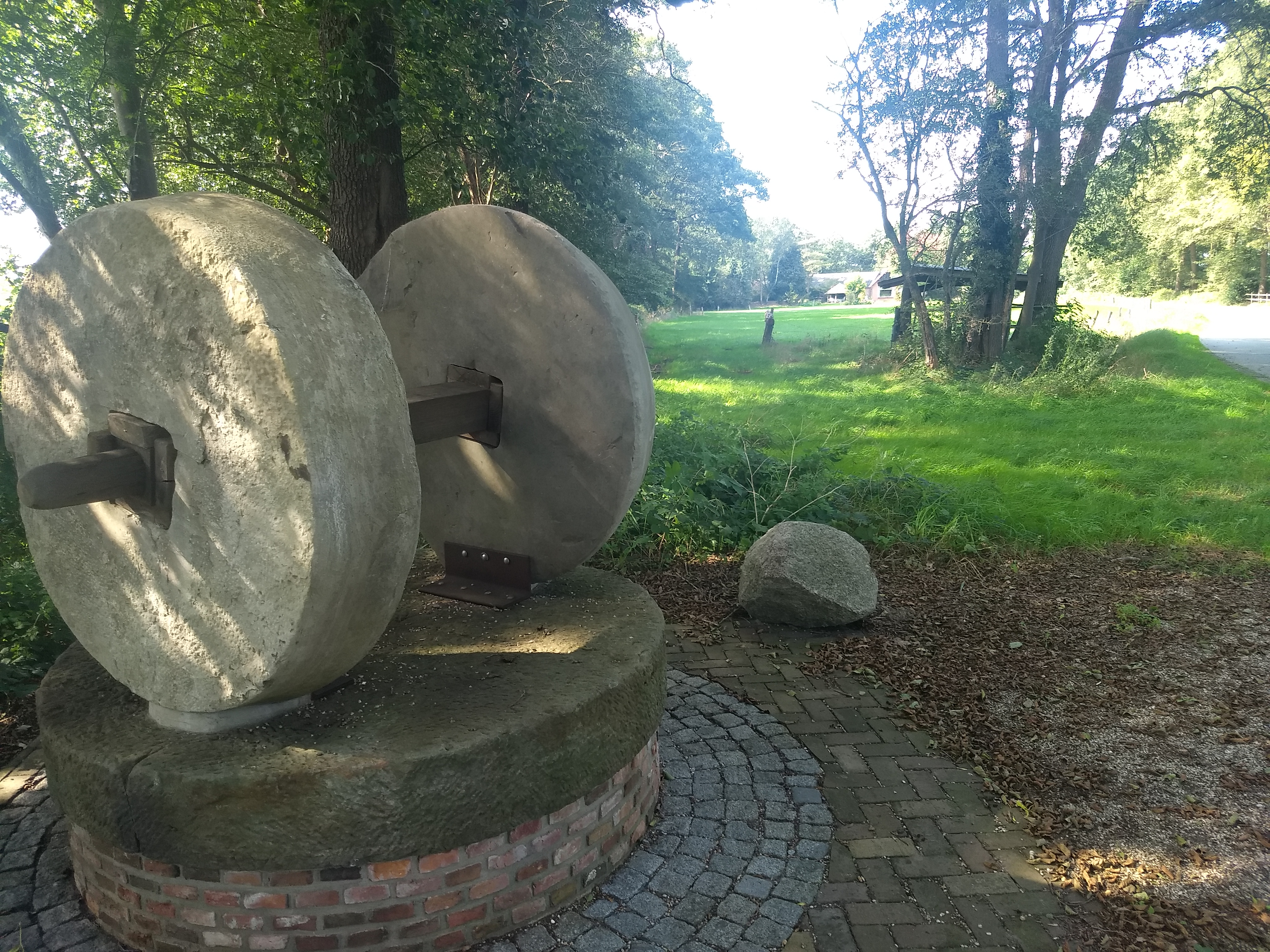
Монумент на місці колишнього млина
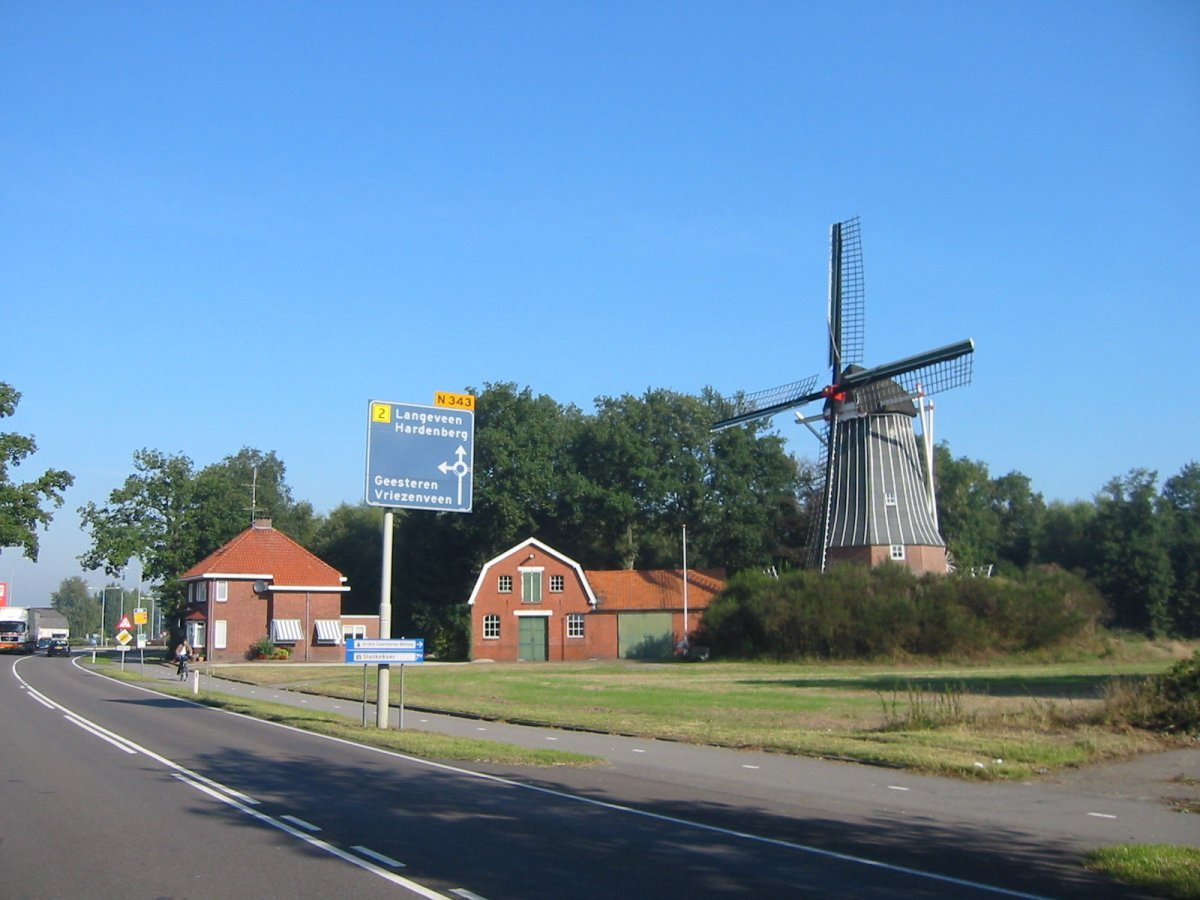
Вітряк у селі
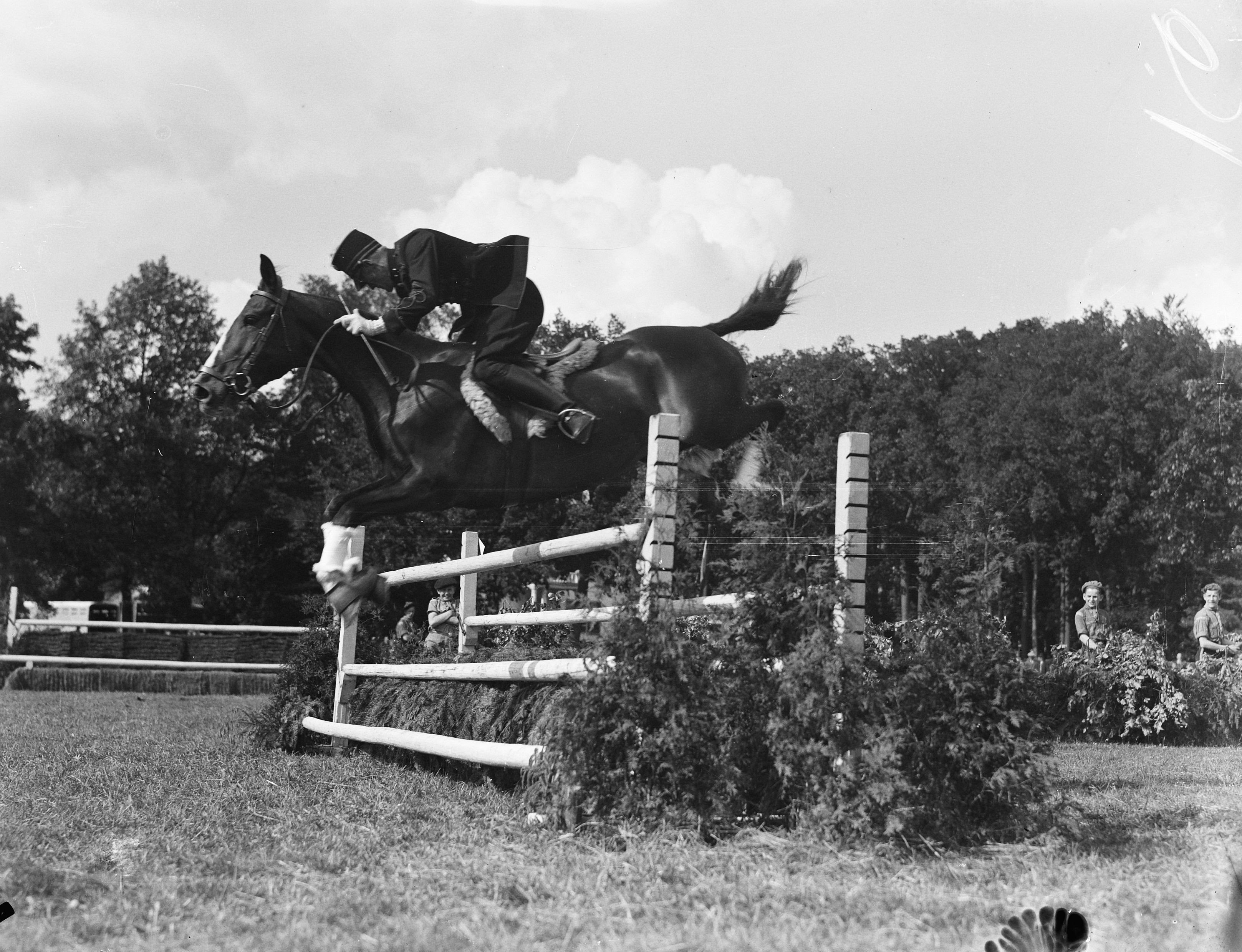
Кінні змагання (1946)